# Pseudopanurgus cameroni
Pseudopanurgus cameroni är en biart som först beskrevs av Baker 1906.  Pseudopanurgus cameroni ingår i släktet Pseudopanurgus och familjen grävbin. Inga underarter finns listade i Catalogue of Life.